# B.C. Ferries
British Columbia Ferry Services Inc. o BC Ferries es una compañía canadiense que efectúa el servicio de transporte de pasajeros, vehículos y mercancías en la costa occidental de la Columbia Británica. Fue constituida en 1960, para mejorar el servicio de transportes que en aquella época llevaba a cabo la Black Ball Line y la Canadian Pacific Railway. B.C. Ferries se ha convertido en la mayor naviera de pasajeros de América del Norte y la segunda del mundo, con una flota de 35 buques y una capacidad total de pasajeros y tripulación de 27 000. Los ferries conectan 48 localidades de la costa canadiense.

### Comunicados de prensa
- BC Ferries Corporation (June 13, 2005). Upgraded Queen of Oak Bay Returns to Service Archivado el 3 de julio de 2007 en Wayback Machine.. Press Release.
- BC Ferries Corporation (June 30, 2005). Queen of Oak Bay Loses Power and Runs Aground Archivado el 29 de septiembre de 2005 en Wayback Machine.. Press Release.
- BC Ferries Corporation (June 30, 2005). Update on Queen of Oak Bay Grounding Incident Archivado el 29 de septiembre de 2005 en Wayback Machine.. Press Release.
- BC Ferries Corporation (July 1, 2005). Investigation into Queen of Oak Bay Incident Continues Archivado el 29 de septiembre de 2005 en Wayback Machine.. Press Release.
- BC Ferries Corporation (July 3, 2005). BC Ferries to Meet with Horseshoe Bay Boat Owners Archivado el 29 de septiembre de 2005 en Wayback Machine.. Press Release.
- BC Ferries Corporation (July 5, 2005). Queen of Oak Bay to Undergo Extensive Sea Trials Archivado el 29 de septiembre de 2005 en Wayback Machine.. Press Release.
- BC Ferries Corporation (July 7, 2005). Preliminary Investigation into Queen of Oak Bay Incident Released Archivado el 29 de septiembre de 2005 en Wayback Machine.. Press Release.
- BC Ferries Corporation (March 22, 2006). Queen of the North grounded and sank Archivado el 24 de marzo de 2006 en Wayback Machine.. Press Release.

- Datos: Q795723
- Multimedia: BC Ferries / Q795723